# Sandemar (slott)
För andra betydelser, se Sandemar (olika betydelser).
Sandemar är en slottsliknande herrgård och tidigare säteri samt fideikommiss vid orten Sandemar i Österhaninge socken och Haninge kommun på Södertörn. Slottet ligger vid den gamla färdvägen Dalarövägen, cirka tre kilometer väster om Dalarö och uppfördes från början av 1670-talet. Sandemar är ett av de ytterst få karolinska slott som är väl bevarade trots att det fortfarande fungerar som privatbostad.

## Namnet
Sandemar omnämns på medeltiden som Sanmare i ett testamente skrivet av den svenska riddaren Karl Ulfsson (stupad år 1260 i Baltikum), vilken hade affärer med Tyska Orden. Namnet blir mer begripligt om man vet att ordet mar är släkt med latinets mare – hav. Mar står för grund havsvik och liknande, något som stämmer bra överens med Sandemars placering.

## Historia
Vid början av unionstiden ägdes Sandemar av Tyska Orden i Livland och kom sedan till Erik Axelsson, som 1467 övertog Ordens alla egendomar i Sverige. Under 1500-talet är ägarförhållandena okända. På 1600-talet tillhörde Sandemar medlemmar av ätterna Oxenstierna, Bonde och Falkenberg. Kungliga rådet och presidenten Gabriel Falkenberg, som 1693 blev greve Falkenberg af Sandemar, lät på 1680-talet uppföra slottet. Hans brorsbarn sålde 1738 egendomen till lagman Carl Wattrang (död 1749), som gjorde Sandemar till fideikommiss för släkten Wattrang. Från hans sonsöner N. K. och Johan Gustav Wattrang, båda ogifta, övergick fideikommisset 1827 till deras kusins sonson, den då sexårige Carl-Gustav Braunerhielm, som i fjärde led härstammade från Carl Wattrang. Familjen Braunerhielm sålde fastigheten år 2006 för 300 miljoner kronor till Karin Nordin Mattsons företag KMN Förvaltning AB.

## Sandemar i Sueciaverket
Sandemar är ett av de få herresäten som i sitt nuvarande skick verkligen överensstämmer med avbildningen i Erik Dahlberghs propagandaverk "Suecia antiqua et hodierna" från slutet av 1600-talet.
| Sandemar, mot syd (vänster), och mot norr (höger). |  | Sandemar, mot syd (vänster), och mot norr (höger). |
| Sandemar, mot syd (vänster), och mot norr (höger). |  |                                                    |

## Anläggningen

### Exteriör

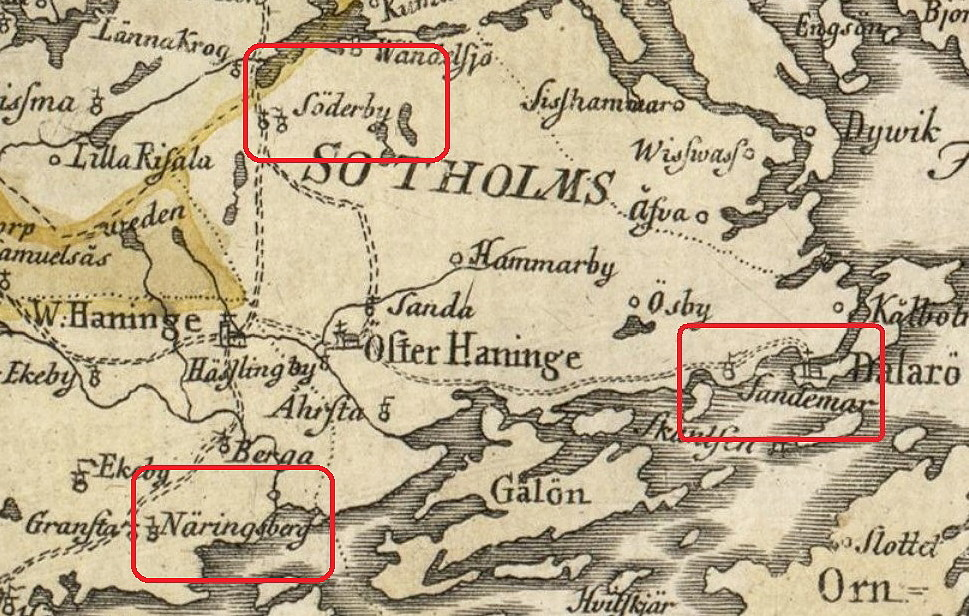
Sandemars läge på en karta från 1772.

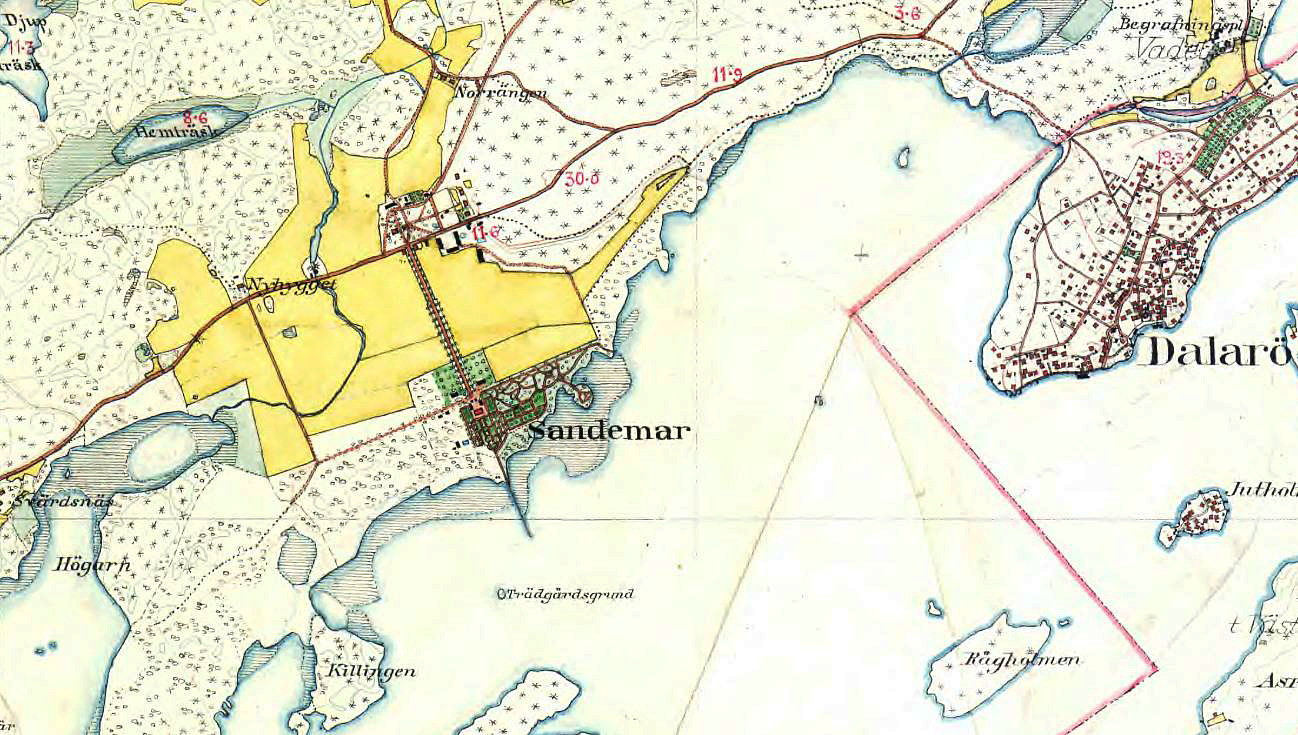
Sandemar och Dalarö omkring 1900.

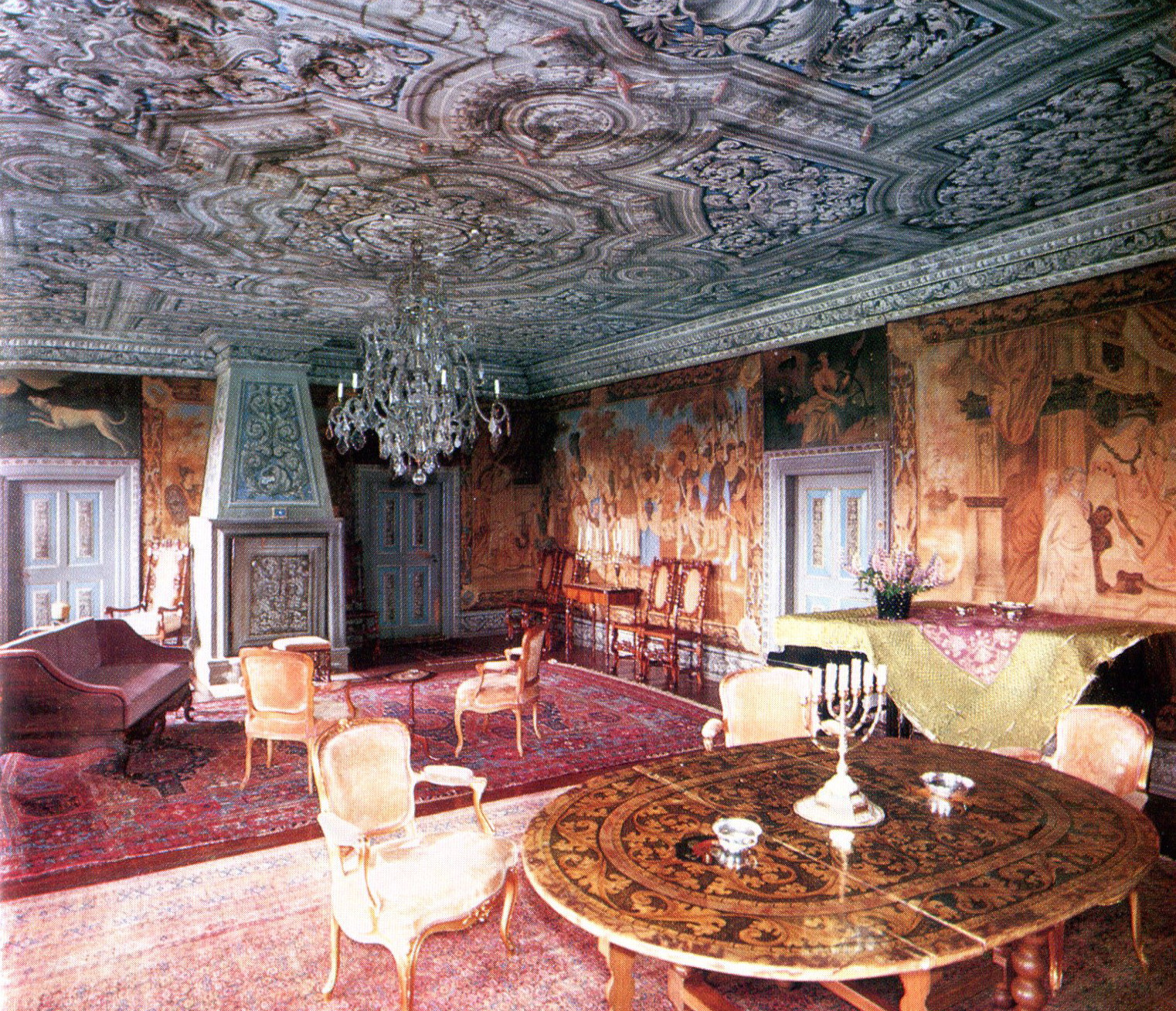
Stora salen på Sandemar, 1968.

Bygget av nuvarande Sandemar slott påbörjades troligen i 1670-talets början och enligt en notering med krita på en av stockarna under taket stod slottet färdigt 1693. Slottet är en anläggning i karolinsk stil, arkitekten är okänd men arkitekturen anses bära prägel av Nicodemus Tessin d.ä. Det tog lång tid att färdigställa bygget helt. Först omkring sekelskiftet 1700 hade gården fått den slutgiltiga formen så som vi känner den från Sueciaverket.
Anläggningen är, enligt barockens principer, symmetriskt uppbyggd kring en cirka 1 250 meter lång mittaxel som löper från bryggan i Sandemarsfjärden, upp genom barockträdgården och via huvudbyggnaden med sina fyra flyglar, för att sedan övergå i en lång allé som avslutas vid slottets ladugårdskomplex och mynnar ut på Dalarövägen. Sandemar är ett av de få herresäten som i sitt nuvarande skick verkligen överensstämmer med avbildningen i Erik Dahlberghs bildverk "Suecia antiqua et hodierna" från slutet av 1600-talet. 
Norr om Dalarövägen uppfördes ett stramt symmetriskt anordnat rödmålat ladugårdskomplex med en vid förgård till själva sätesgården. Söder om landsvägen ligger två bostadshus med säteritak. Även de är rödmålade och flankerar infarten till den låga allén liksom två grindstugor. Enligt Gösta Selling kan de utgöra resterna av den äldre gården.
Sandemars huvudbyggnad har en typiskt karolinsk planlösning. Mittpartiet består av en stor förstuga med trapphus och bakom detta ligger en stor sal. Runt salen ligger symmetriskt placerade rum. Övervåningens planlösning är identisk med bottenvåningens. På väggarna och i taken finns en blå dekor utförd direkt på de bilade timmerstockarna. Stora salen på övervåningen gestaltades som en motsvarighet till slottens riddarsalar taket är målat i grisailleteknik och väggarna täcks av målade bonader.
Gården undgick ryska härjningarna 1719–1721, sannolikt genom den avskräckande verkan som den närbelägna Dalarö skans hade. Enligt en annan uppfattning var det den tidigare livdrabanten Gustav Otto Douglas som blev fången i samband med slaget vid Poltava och var senare i rysk tjänst under Rysshärjningarna som skonade Sandemar från att brännas ner.

### Interiör
Slottet har en ansenlig mängd barockmöbler. I matsalen i undervåningen är väggarna klädda med eleganta gyllenlädertapeter och i gästrummen finns vaxdukstapeter från 1742. Det finns även flera vackra Mariebergskakelugnar. Vid samma tid byggde även Gabriels bror, Henrik Falkenberg en snarlik, något mindre anläggning på det nybildade säteriet Örby i Brännkyrka socken (se Örby slott). Sannolikt har bröderna inspirerat varandra och kanske anlitat samma arkitekt, där den kunglige arkitekten Jean de la Vallée och dennes medhjälpare Mathias Spihler har nämnts. Örby är dock inte lika välbevarat.

### Parken
Sandemar har en av Sveriges bäst bevarade barockträdgårdarna efter fransk förebild. Här finns de klippta häckarna, skulpturerna, symmetrin och perspektivet. För att anpassa växtligheten till det svenska klimatet har cypresser och idegranar ersatts med tuktade nordiska granar. Skulpturerna i parken består av ett tjugotal så kallade puttifigurer med motiv ur den grekiska mytologin. Senare har tillkommit en engelsk park med växthus, köksväxt- och fruktträdsodlingar.

### Bilder

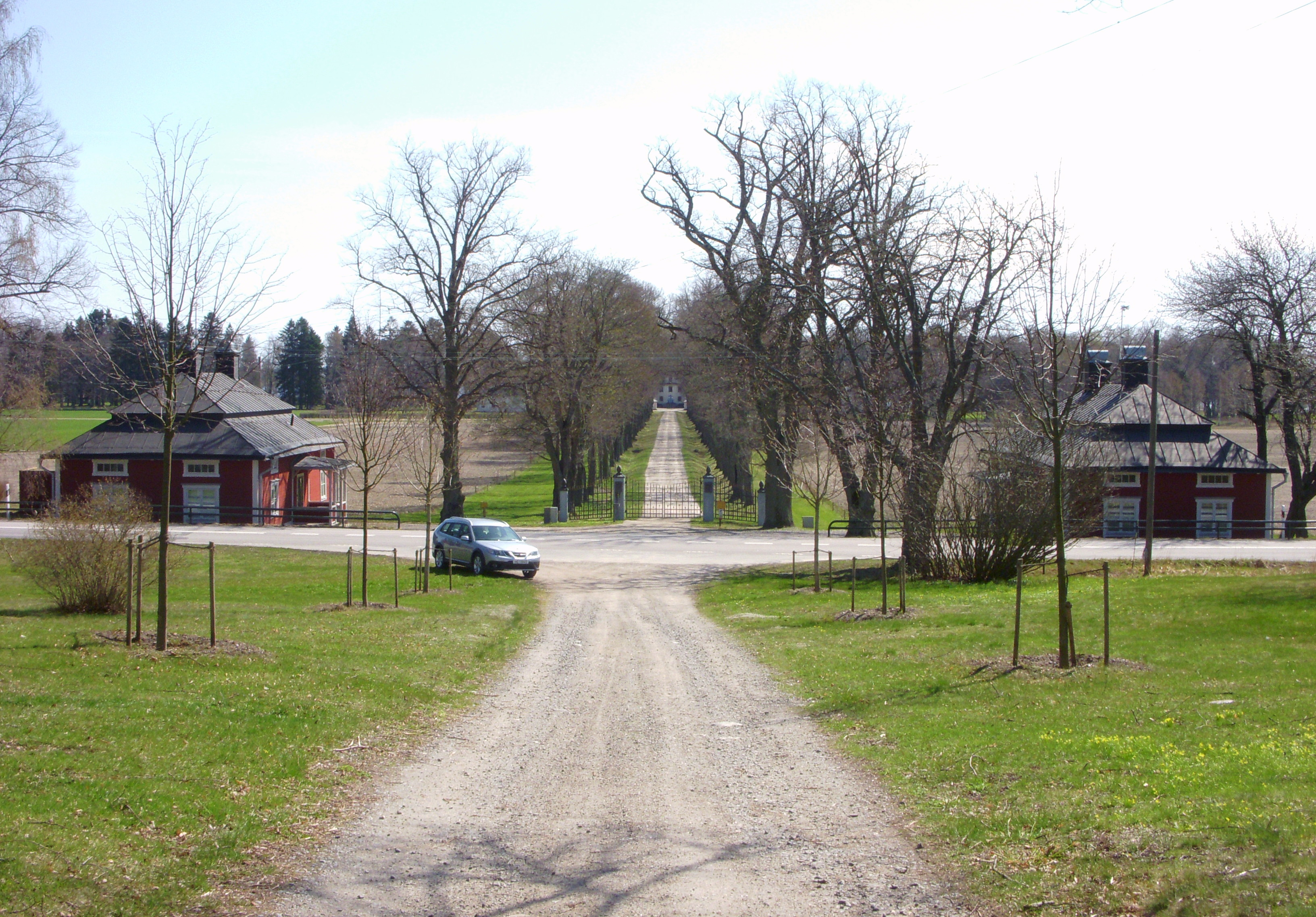
Vy från ladugårdskomplexet söderut med "grindstugorna"
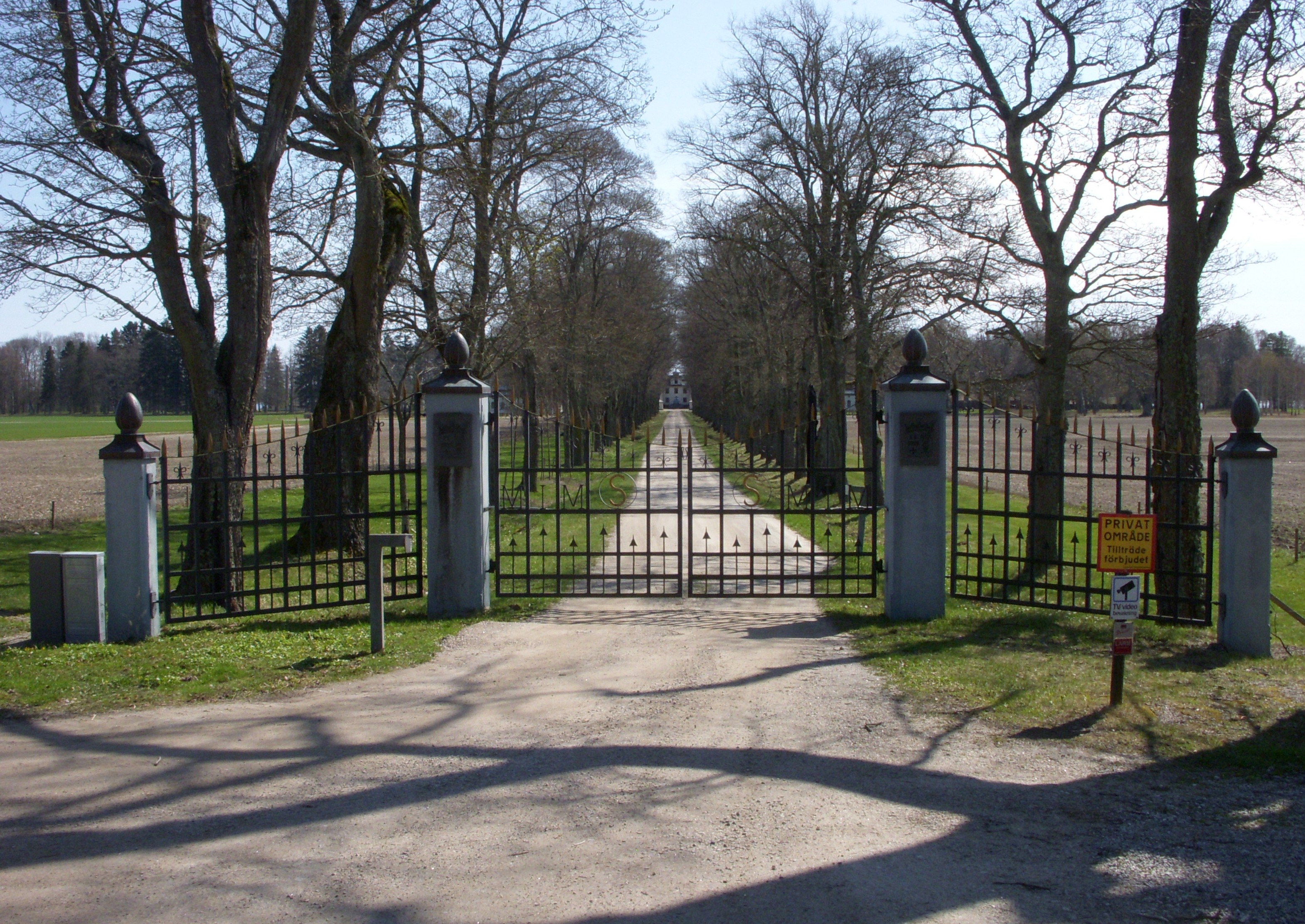
Grinden och allén mot slottet
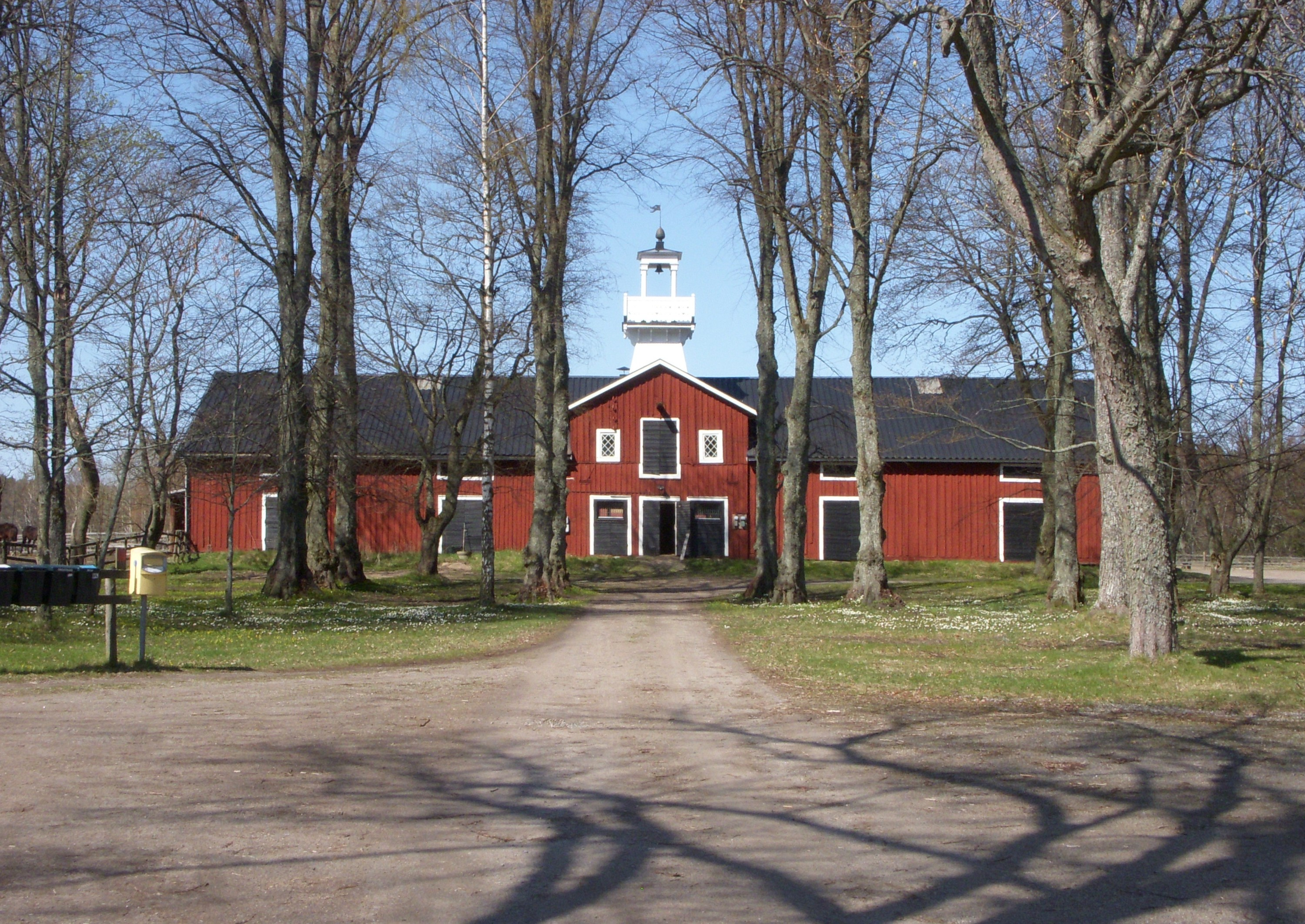
Ladugårdskomplexet
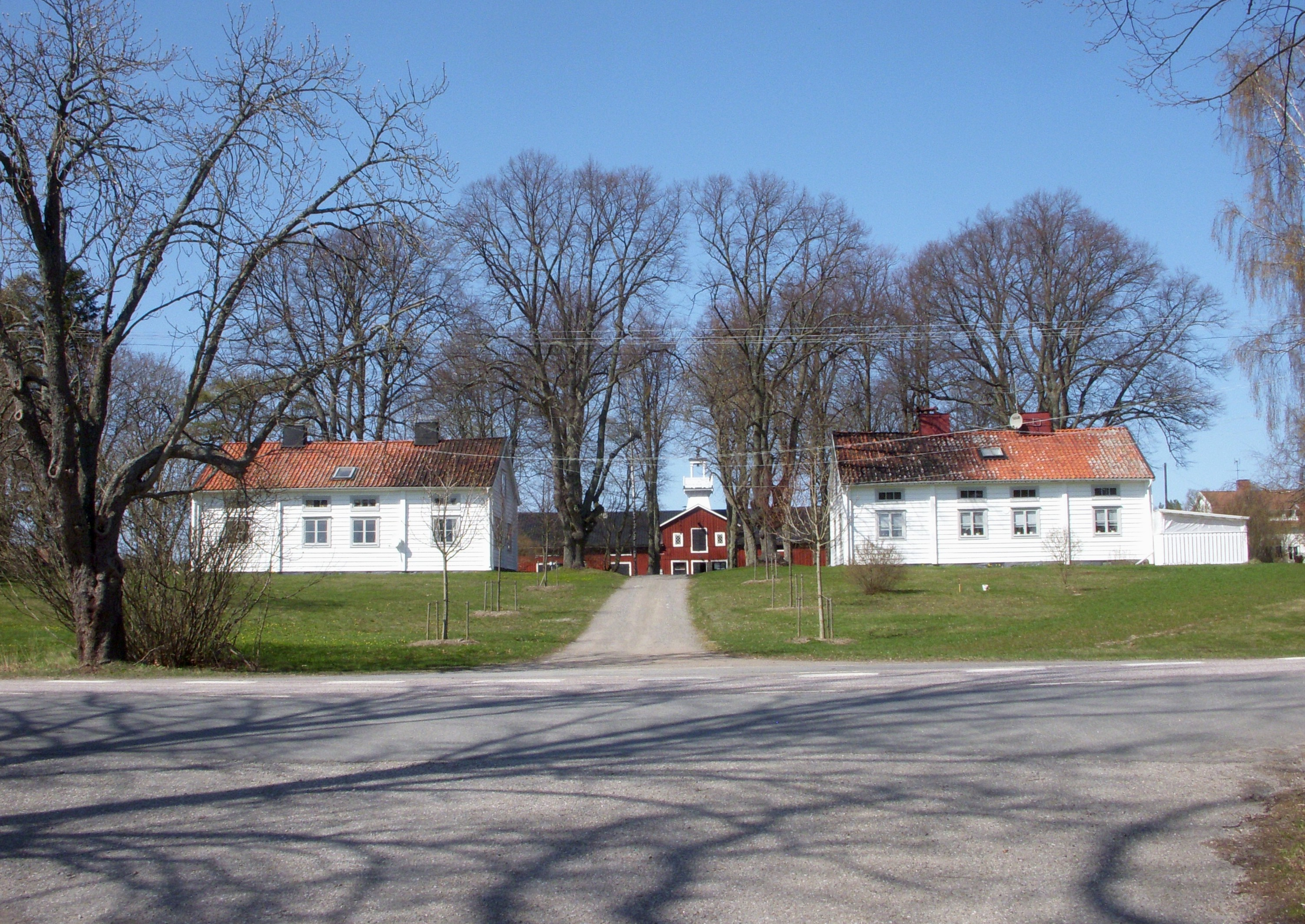
Vy mot norr med ladugårdskomplexet och tidigare arbetarbostäder
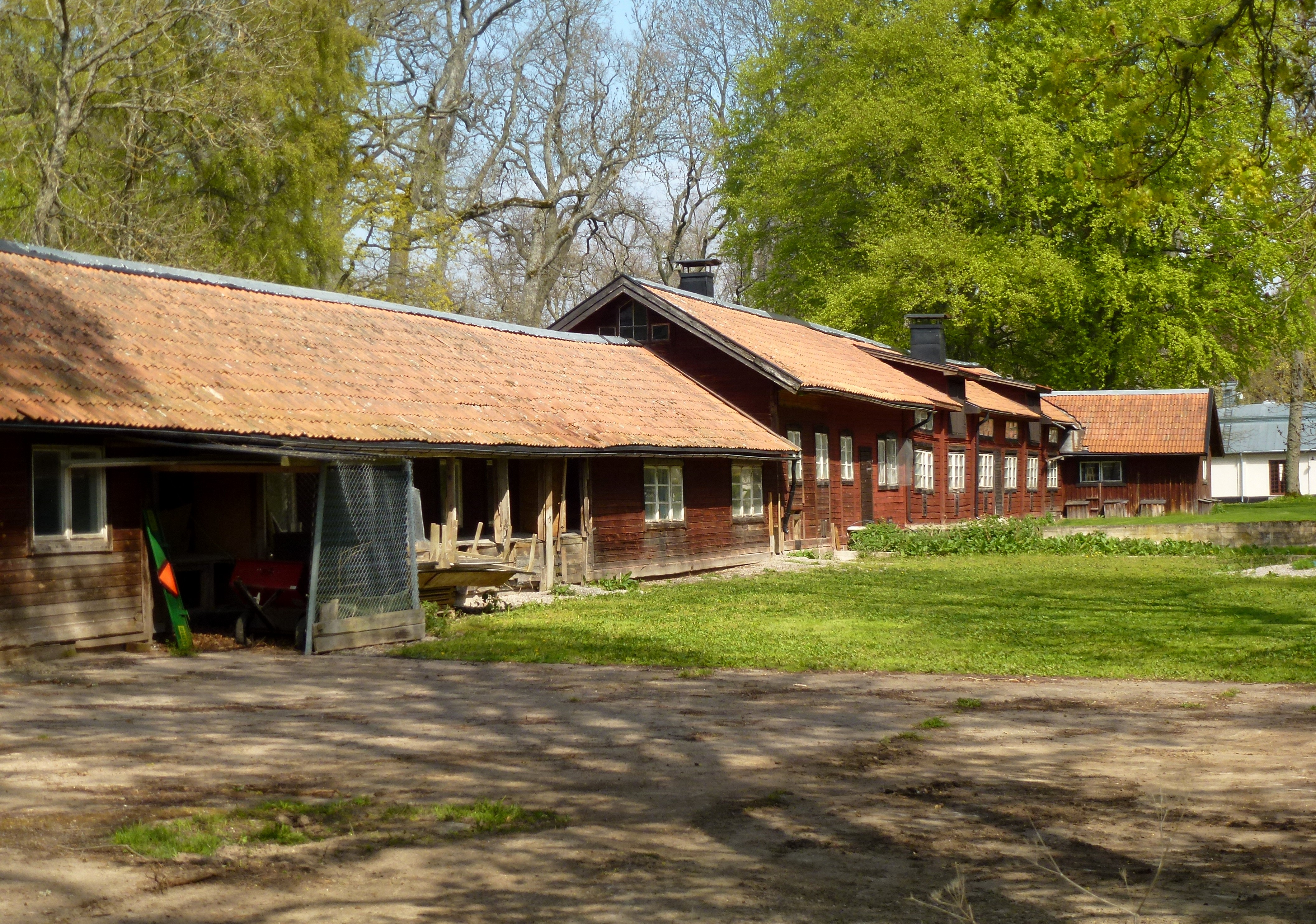
Ekonomibyggnader